# Katja Riipi
Katja Riipi, född den 26 oktober 1975 i Sodankylä i Finland, är en finländsk ishockeyspelare.
Hon tog OS-brons i damernas ishockeyturnering i samband med de olympiska ishockeytävlingarna 1998 i Nagano.